# Matt Corby
Matthew John Corby, mer känd som Matt Corby, född 7 november 1990 i Oyster Bay, New South Wales, är en australisk singer-songwriter. Han fick sitt genombrott då han släppte sin fjärde EP Into the Flame 2011 som hamnade på tredjeplatsen på ARIA Charts och som senare (2012) sålde sexdubbel platina. Hans låtar "Brother" och "Resolution" har även vunnit i kategorin Årets låt på ARIA Music Awards.